# Zwierzchności

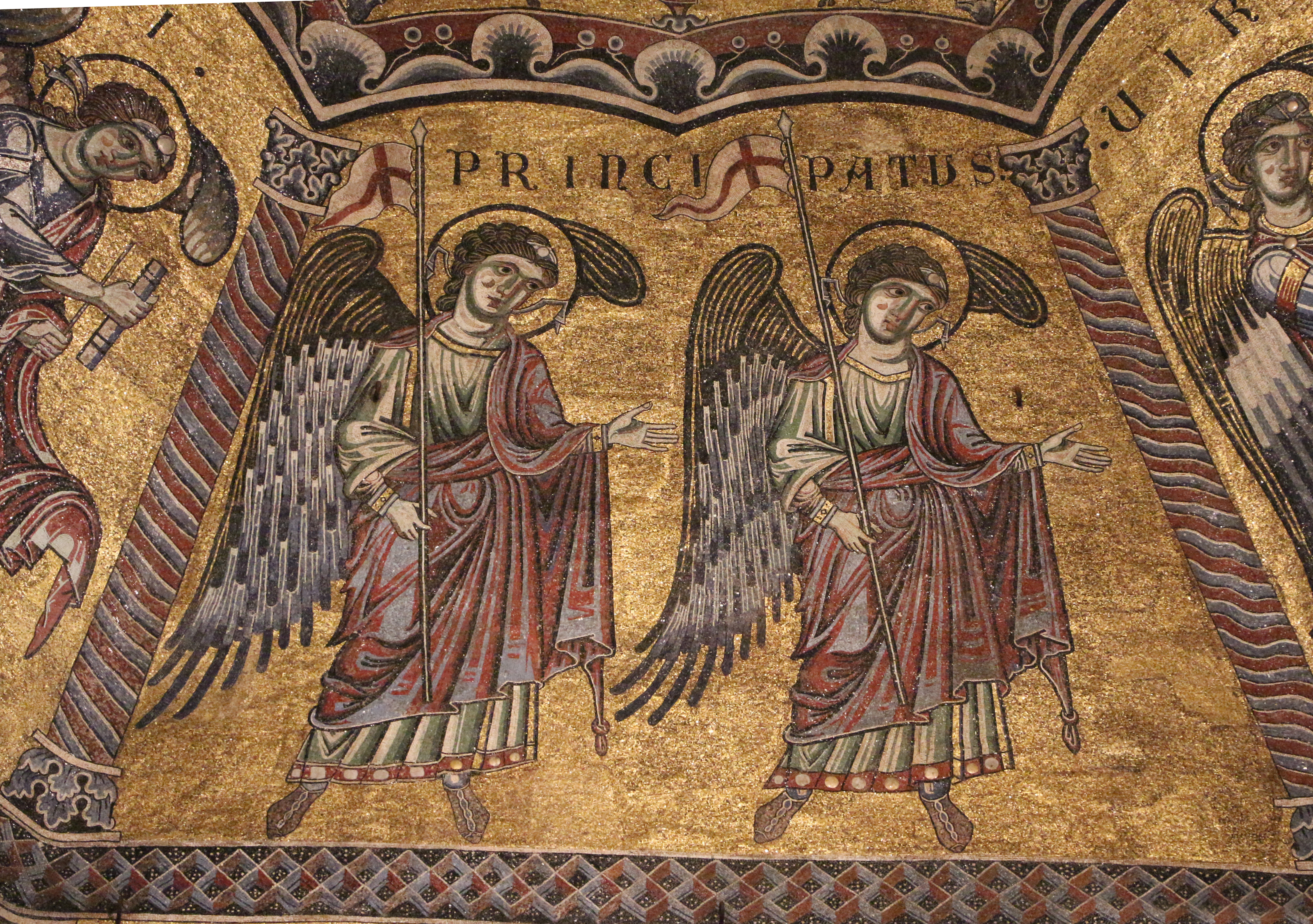
Aniołowie z chóru Zwierzchności, mozaika w Baptysterium św. Jana we Florencji.

Zwierzchności (Księstwa, Władze, Archonci, stgr. Άρχαί, łac. Principatūs, cs. Начáла) – rząd pośród chórów anielskich. Jeden z dwóch, obok Mocy (stgr. Δυνάμεις, łac. Virtutes), odnośnie do których istnieje od wieków w chrześcijańskiej angelologii kontrowersja na temat jego miejsca w hierarchii anielskiej. Według jednych zajmuje on miejsce piąte, a według innych siódme, licząc od tronu Boga. Zadaniem aniołów z tego chóru jest roztaczanie opieki nad terytoriami i wspólnotami oraz przewodzenie aniołom niższych rzędów.

## Zwierzchności w Biblii

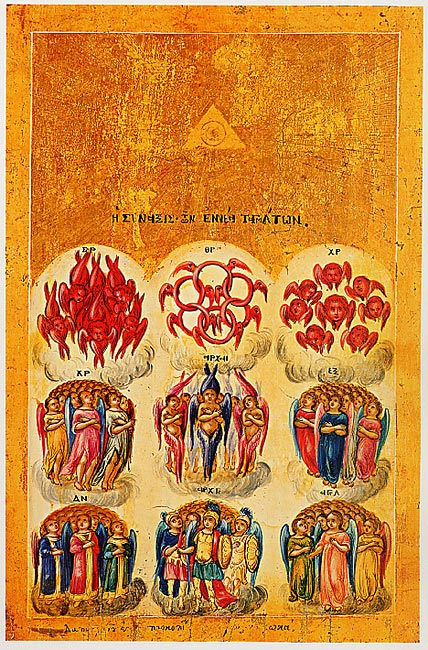
Trójca Święta ponad dziewięcioma chórami anielskimi, ikona grecka, Zwierzchności w samym środku.

Podstawą biblijną zaliczenia Zwierzchności do rzędów duchów stworzonych są słowa św. Pawła Apostoła, który wylicza niektóre z nich twierdząc, iż Jezus Chrystus, który jest Głową wszelkiej Zwierzchności i Władzy (Kol 2, 10), zasiada ponad wszelką Zwierzchnością i Władzą i Mocą i Panowaniem (Ef 1, 21), w Nim zostały stworzone: czy Trony, czy Panowania, czy Zwierzchności, czy Władze (1 Kol 1, 16) oraz pokona wszelką Zwierzchność, Władzę i Moc (1 Kor 15, 24). Ponadto pisze on, że ani śmierć, ani życie, ani Aniołowie, ani Zwierzchności, ani rzeczy teraźniejsze, ani przyszłe, ani Moce (Rz 8, 38), nie zdołają nas odłączyć od miłości Boga, lecz Wieloraka w przejawach mądrość Boga poprzez Kościół stanie się jawna Zwierzchnościom i Władzom na wyżynach niebieskich (Ef 3, 10); Nie toczymy bowiem walki przeciw krwi i ciału, lecz przeciw Zwierzchnościom, przeciw Władzom, przeciw rządcom świata tych ciemności, przeciw pierwiastkom duchowym zła na wyżynach niebieskich (Ef 6, 12).
Drugie źródło to Księga Daniela, w której wymieniany jest jeden z pierwszych książąt (gr. εἷς τῶν ἀρχόντων τῶν πρώτων; łac. unus de principibus primis) Michał, jako opiekun Izraela oraz duchowy książę (gr. ὁ στρατηγὸς; łac. princeps) królestwa Persów i drugi Greków, czyli Jawanu (Dn 10, 13. 20).

## Zwierzchności według Tradycji chrześcijańskiej
Ojcowie i Doktorzy Kościoła oraz mistycy chrześcijańscy przez wieki wypowiadali się na temat hierarchii anielskiej, wśród której umieszczali rząd o nazwie tłumaczonej na polski współcześnie zwykle jako Zwierzchności, dawniej jako Księstwa. Akcentowali przede wszystkim ich rolę przewodzenia aniołom i archaniołom oraz wpływ na ludzkie społeczności.
Jako jeden z pierwszych, Pseudo-Dionizy Areopagita, w dziele O hierarchii niebieskiej napisał:

Zwierzchności oznaczają władzę przewodzenia, prowadzenia i kierowania w sposób, w jaki Bóg prowadzi i kieruje. Pociągają one niższe duchy, by odwzorcowywały i objawiały ten sposób Bożego kierowania.

Św. Tomasz z Akwinu, zwany Doktorem Anielskim, dokonał krótkiej analizy w Sumie Teologicznej:

Zwierzchności, jak sama ich nazwa wskazuje, są pierwsi w wykonywaniu Bożych posług; mają one bowiem pod swoją opieką rządy nad narodami i królestwami, a to jest pierwsza i szczególna posługa wśród Bożych posług, gdyż dobro narodu jest bardziej Boskie niż dobro jednego człowieka. Stąd u Daniela spotykamy te słowa: Książę królestwa Persów sprzeciwiał mi się".

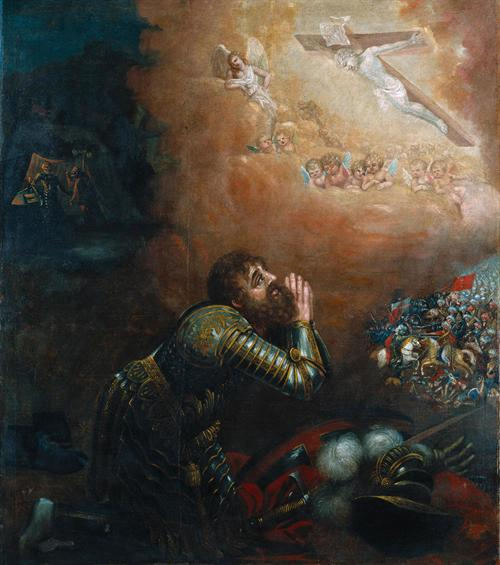
Anioł Stróż Portugalii ukazujący się, obok Chrystusa, jej władcy Alfonsowi Zdobywcy przed bitwą pod Ourique

Św. Bernard z Clairvaux w dziele O rozważaniu. Księga Piąta przypisywał tym aniołom bardzo szeroką, ograniczoną tylko przez Boga, władzę nad ludzkimi społecznościami, stwierdzając:

Od ich mądrych zrządzeń zależy wszelka władza na ziemi. One ją ustanawiają, kierują nią, ograniczają, przenoszą ją, pomniejszają i zmieniają (IV. 8). W Księstwach widzieć można ową zasadę wszystkiego. Od której zawisło wszelkie stworzenie, podobnie jak drzwi wiszą na zawiasach (IV. 10). Księstwa rozkazują i rządzą, ale i one same podlegają rządom i rozkazom [Boga], inaczej nie mogłyby sprawować swej władzy (V. 11).

Św. Hildegarda z Bingen, w oparciu o swe wizje, uczyniła aluzję do dwuznacznego rozumienia słowa άρχή, jako początek-źródło i władza:

Są prawzorami tych, którzy z daru Bożego panują na świecie nad ludźmi. Nienaruszoną siłą sprawiedliwości mają być odziani, ażeby nie popadli w chwiejność niestałości. Mają spoglądać na swoją Głowę, którą jest Chrystus, a swoją władzę sprawować zgodnie z Jego wolą i z pożytkiem dla ludzi. W płonącej gorliwości o prawdę mają nasłuchiwać panującej nad nimi łaski Ducha Świętego, ażeby do końca wytrwali w stałości i mocy sprawiedliwości.

W okresie nowożytnym św. Alojzy Gonzaga podobnie pisał w dziełku O Aniołach:

Zwierzchności nazywają się tak, ponieważ ta ostatnia hierarchia ma za zadanie pilnować wykonywania przez stworzenia Bożych zarządzeń, a duchy pierwszego chóru [tej hierarchii] wyobrażają samego Najwyższego Zwierzchnika wszystkich i są stawiane przez Niego na czele rządów przeróżnych prowincji i krajów. Otrzymują bezpośrednie rozkazy od Boga, podając je niższym od siebie Aniołom i pomagając im w wykonywaniu tychże.

Św. Teresa Benedykta od Krzyża (Edyta Stein), biorąc za podstawę pisma Dionizego, również akcentowała ich rolę duchowego archetypu władzy ludzkiej poddanej Panu:

Księstwa oznaczają władzę przewodzenia i kierowania w sposób podobny Bogu, tzn. poddanie siebie prawzorowi wszelkiego kierownictwa i pociąganie innych, by je w sobie odzwierciedlali i objawiali.

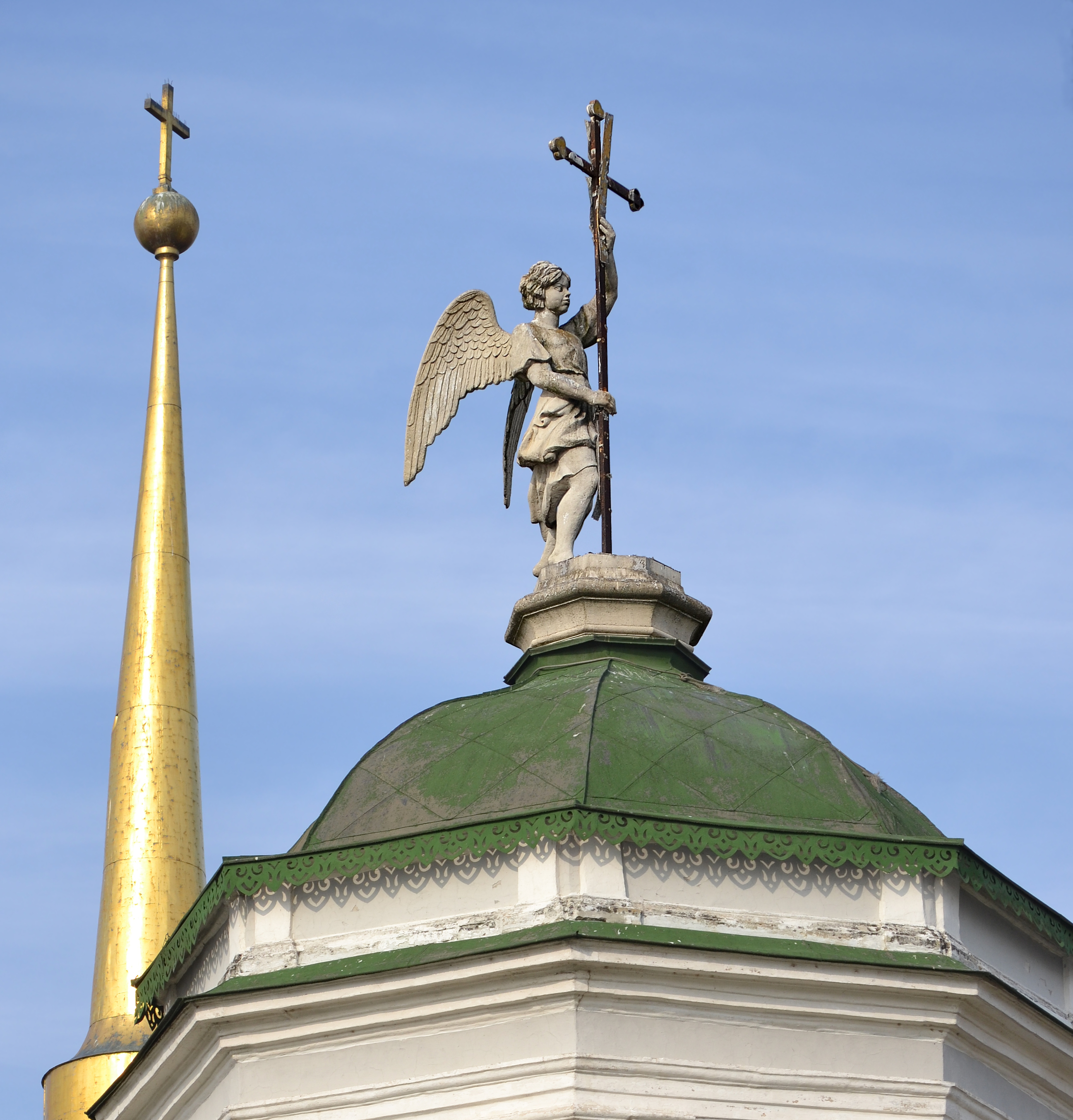
Figura Anioła na dzwonnicy Cerkwi Wszechmiłującego Zbawiciela w Moskwie - Kuskowo

Magdalena od Krzyża Ancilla, niemiecka mistyczka z początku XX wieku, zwróciła szczególną uwagę na rolę aniołów Zwierzchności, jako opiekunów kościołów lokalnych:

Każda parafia ma Anioła Stróża pochodzącego z tego chóru. Uwielbienie tych chórów anielskich przynosi przede wszystkim radość w modlitwie i wytrwałość w niej. Są oni ustawicznymi adoratorami Chrystusa obecnego w Najświętszym Sakramencie. Święto poświęcenia kościoła jest szczególnie radosnym dniem dla Aniołów tego chóru.

Sł. Boża m. Paula Zofia Tajber, opisując różne rodzaje posługiwania poszczególnych chórów anielskich, zwróciła w odróżnieniu od innych angelologów uwagę na rolę aniołów tego rzędu, jako opiekunów rozwoju nie tylko duchowego, ale biologicznego społeczności ludzkich, w ukierunkowywaniu natury ku dobru nadprzyrodzonemu i doczesnemu ludzi, przekazując usłyszane przez nią słowa Chrystusa:

Zwierzchności dbają o doskonałe wywodzenie się ras ludzkich, by doskonałość w nich rosła i upiększała inteligencją boską oblicze tej ziemi, by człowiek stał się prawdziwie podobny do Mojej piękności.

## Zwierzchności w hierarchii anielskiej
Ze względu na różnice w kolejności wymieniania poszczególnych rzędów w odnośnych wersetach Nowego Testamentu, angelolodzy dzielą się od wieków na dwie grupy, wywodzące się od Pseudo-Dionizego Areopagity i Grzegorza Wielkiego. Według Dionizego, Zwierzchności znajdują się, licząc od strony tronu Bożego, po Władzach (Potęgach), a przed Archaniołami, zaś po Moce przed Potęgami. Według św. Grzegorza, Zwierzchności są pomiędzy Panowaniami a Potęgami, zaś Moce między Potęgami a Archaniołami. Doktor Anielski usiłował pogodzić te sprzeczne opinie, twierdząc:

Dionizy wyjaśnia nazwy rzędów według większego lub mniejszego stopnia posiadania przez nie duchowych doskonałości. Natomiast Grzegorz, wyjaśniając te nazwy, raczej bierze pod uwagę zewnętrzne posługi, [według niego] Zwierzchności oznaczają tych, co stoją na czele dobrych duchów". Być zwierzchnikiem [tj. wiodącym] zdaniem Grzegorza znaczy: Być pierwszym między innymi, tzn, jest on jakby pierwszym w wykonywaniu tego, co zostało nakazane. Stąd to Dionizy pisze, że nazwa: Zwierzchności oznacza przodownictwo w świętym rzędzie.

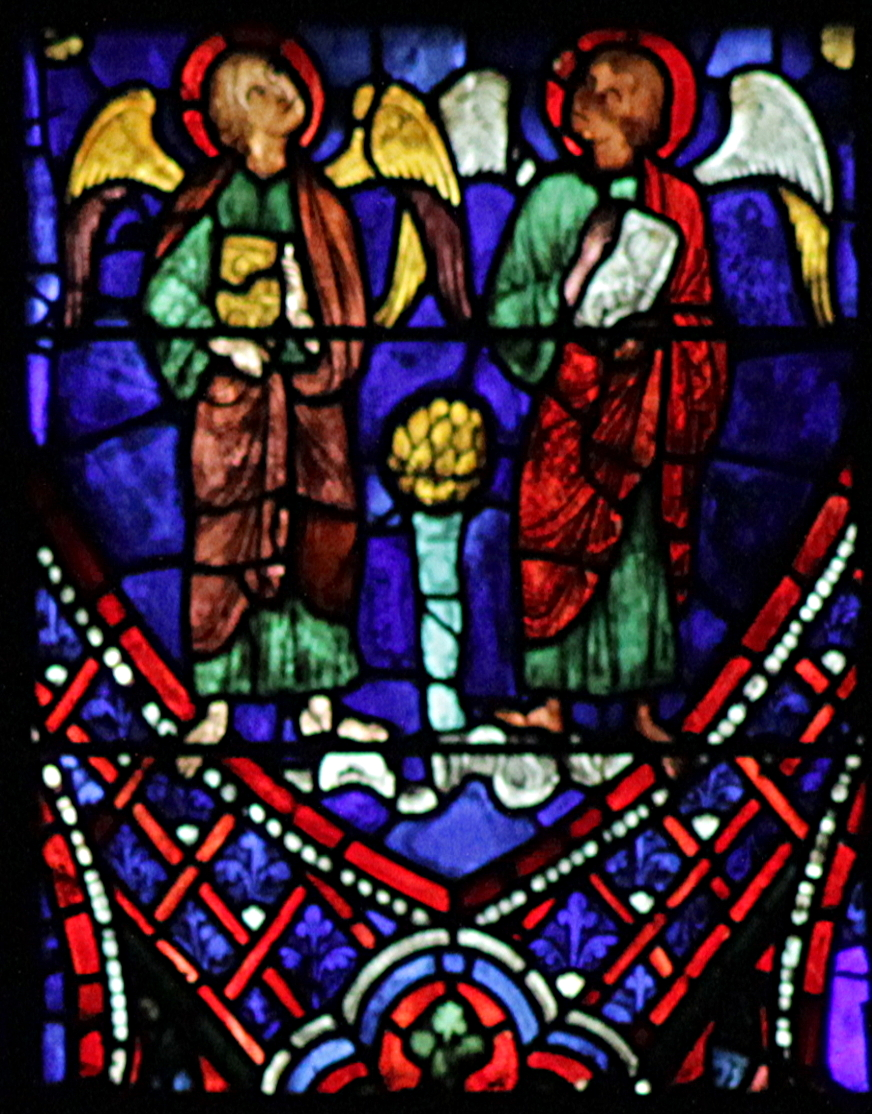
Zwierzchności, witraż św. Apolinarego w katedrze w Chartres

Odrębne rozwiązanie przedstawiała św. Hildegarda z Bingen, jako jedyna stosując inny podział na trzy hierarchie anielskie: nie 3-3-3, ale 2-5-2. W jej ujęciu Zwierzchności i Moce, będąc wewnątrz jednej hierarchii anielskiej, współpracują ze sobą, mają podobne cechy i zadania, więc nie ma potrzeby sztywnego ustalania ich pozycji, jak jest w przypadku tradycyjnego układu, w którym Moce i Zwierzchności należą do osobnych hierarchii. Z kontekstu języka greckiego wynika kolejność, od góry: Zwierzchności (άρχαί, czyli władze zwierzchnie), Potęgi (έξουσίαι, czyli władze wykonawcze), Moce (δυνάμεις, czyli siły do sprawowania tej władzy).
Na rysunku kręgów anielskich św. Hildegarda przedstawiła aniołów tego rzędu bez skrzydeł, opisując ich, iż „mają głowy jak ludzie, a nad nimi płomienie ognia. Chmura koloru żelaza osłania ich ramiona w dół postaci”. W ikonografii bizantyjskiej przedstawiane są one z toporami lub włóczniami, ich strój wojowników jest ozdobiony liliami i pieczęcią Boga. W katedrze w Chartres są one odziane w dalmatyki i trzymają ewangeliarze. W Mediolanie trzymają w ręku miniaturę zamku.

## Zwierzchności demoniczne
Określenie Zwierzchności odnośnie do złych duchów jest używane w chrześcijaństwie w dwojakim znaczeniu: ogólnym i szczegółowym. W znaczeniu ogólnym, używanym potocznie, zwierzchności demoniczne to wszelkiego rodzaju demony wyższych rzędów. W znaczeniu szczegółowym, Zwierzchności to demony odpowiadające aniołom z tego rzędu. Według chrześcijańskiej angelologii, upadli aniołowie z poszczególnych chórów zachowali naturalne właściwości swoich rzędów i wykorzystują je do czynienia zła. Zwierzchności demoniczne wykorzystują swój wpływ na terytoria i społeczności, aby szerzyć i utwierdzać w nich panowanie królestwa ciemności. Poglądy na temat działania demonów z rzędu Zwierzchności zebrał Francis Frangipane, amerykański teolog życia duchowego i demonolog:
„Zwierzchności sprawują władzę ponad mocami, jak również ponad innymi licznymi podrzędnymi kategoriami demonów. Zwierzchności mają wpływ na kraje, regiony w ramach kraju, stany, miasta, a nawet kościoły. Istnieją duchy sprawujące rządy w systemie piekła. [...] Zlecają oni zadania i kierują lokalną wojną przeciwko kościołowi. Ogólnie mówiąc są oni „administratorami zła” w całej powierzonej im dziedzinie.
Środki, którymi Kościół skutecznie walczy przeciwko zwierzchnościom to: duchowy autorytet Chrystusa i zasada wypierania. Zwierzchności nie mogą być wyrzucane, ponieważ nie mieszkają one w ludziach, one zamieszkują w okręgach niebieskich. Są one wypierane w duchowej rzeczywistości przez panowanie Chrystusa w Kościele i przez kościół w społeczeństwie”.

## Ludzie zbawieni w chórze Zwierzchności
Według chrześcijańskiej angelologii zbawieni, stosownie do swych darów i zasług, zajmą w niebie miejsca upadłych aniołów w poszczególnych chórach. Zdaniem św. Mechtyldy z Hackeborn: 

Ci, którzy są w Kościele przełożonymi innych i sprawują wiernie powierzony sobie urząd, czuwając dniem i nocą nad pozyskiwaniem dusz dla Boga, pomnażając tym samym według sił powierzony sobie talent, odbiorą za swoją pracę szczęśliwość niebieską na piątym stopniu, wraz z Księstwami.